# Ешфорд (Вашингтон)
Ешфорд (енгл. Ashford) насељено је место без административног статуса у америчкој савезној држави Вашингтон.

## Демографија
По попису из 2010. године број становника је 217, што је 50 (-18,7%) становника мање него 2000. године.
| Група             | 2000.       | 2010.       |
| Белци             | 250 (93,6%) | 195 (89,9%) |
| Афроамериканци    | 1 (0,4%)    | 0 (0,0%)    |
| Азијати           | 2 (0,7%)    | 13 (6,0%)   |
| Хиспаноамериканци | 0 (0,0%)    | 2 (0,9%)    |
| Укупно            | 267         | 217         |